# دامياو فينيسيوس ريبيرو
دامياو فينيسيوس ريبيرو هو لاعب كرة قدم برازيلي في مركز حراسة المرمى، ولد في 9 نوفمبر 1984 في غويانيا في البرازيل. لعب مع نادي فلامنغو ونادي فيلا نوفا ونادي كريسيوما.